# المرأة في جورجيا
يعيش النساء في جورجيا في مجتمع مندفع نحو التغيير حيث أنه وبعد عقود من الاتحاد السوفيتي وبالتحديد منذ عام 1990 فصاعدًا شهدت الثقافة الجورجية تغيرات اجتماعية سريعة وظهور قيم غربية جديدة ولكنها تأثرت بعدم الاستقرار الاقتصادي.

## السياق التاريخي

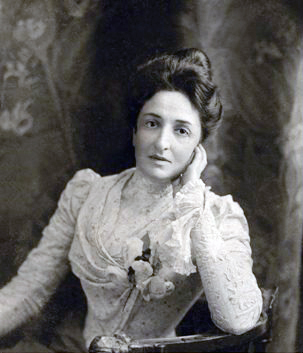
مريم جامباكور-أوربيلياني، معلمة بارزة في جورجيا

كانت جورجيا جزءً من اتحاد الجمهوريات الاشتراكية السوفياتية لفترة طويلة من القرن العشرين، وفي عام1991 بعد انحلال الاتحاد السوفيتي أصبحت جورجيا دولة مستقلة. وكما هو الحال مع الدول الأخرى المنغلقة سابقّا بالنظام الشيوعي كانت عملية الانتقال من اقتصاد مخطط إلى اقتصاد سوق صعبًا. وأضرت البطالة والاقتصاد المضطرب والصراعات بالسكان خاصة في عام 1990.
وفيما يتعلق بالسكان فأكثر من 8 من أصل 10 منهم ينحدرون من أصولٍ جورجية وهناك أقليات أيضًا كأذربيجان وأرمانيين وروس وغيرهم. والأغلبية العظمى من السكان مسيحين أرثوذكسيين وواحد من عشرة منهم مسلمين. وحسب تقديرات عام 2015 فإن نسبة التًحضّر في البلاد 53.6%. ومعدل الخصوبة الإجمالي1.76 ولادة لكل امرأة وهو أقل من معدل الإحلال. ومعدل وفيات الأمهات أثناء الولادة 36 حالة لكل 100,000 مولود حي.

## الأحكام الدستورية
ينُص دستور جورجيا في المادة 14 على «يتمتع كل شخص بالحرية منذ الولادة، ويكون الجميع متساوي أمام القانون بغض النظر عن العرق أو اللون أو اللغة أو الجنس أو الدين أو السياسة أو أي اعتقادات أخرى أو القومية أوانتماءاته الاجتماعية أو الأصل أو الممتلكات أو مكان إقامته».

## الدور الاجتماعي للمرأة
بالرغم من أن الثقافة الجورجية تسودها السلطة الأبوية إلا أن النساء يتمتعن بكافة أشكال الاحترام. ويمكن أن تأخذ الأم كلا الدورين كأن تكون هي المُعِيل أو ربة المنزل. وتقوم النساء بمعظم الأعمال المنزلية. وليس هناك تقسيم صريح في العمل حسب نوع الجنس باستثناء الأماكن التي تتطلب جهدًا بدنيًا كالعمل في مجال التعدين.
تمثال أم الجورجيين والذي يعرف ب (كارتفليس دادا أو أم كارتفليس) الذي شُيّد كنصب تذكاري في التلال المطلة على تبليسيي ويرمز إلى الطابع الوطني الجورجي: تحمل في يدها اليسرى وعاءً من النبيذ لاستقبال أولئك الذين يأتون كأصدقاء، وفي يدها اليمنى السيف لأولئك الذين يأتون كأعداء.
استطعن النساء الجورجيات الحصول على مناصب مختلفة في العسكرية بما في ذلك كونهن بين قلة من المحاربين المحترفين وطيارين المروحيات العسكرية والبعض منهن في القوات الخاصة بالجيش. وتخدم العديد من النساء أيضًا في مجال تطبيق القانون وفي الحكومة، وبالرغم من ذلك لا يسمح للمرأة بأن تصبح راهبة في الكنيسة الأرثوذكسية أو حتى أن تصبح داعية مسلمة. ورغم وجود «أفكار تقليدية شائعة عن الجنس والتي تحدد الأدوار الاجتماعية»،إلا أنها تشهد تغيرات وذلك بسبب تلقي التعليم من جيل جديد من النساء.
واِشْتَرَطَت معايير للباس داخل الكنيسة حيث أن تغطية الرأس ولبس فستان أو تنورة للنساء أمرًا مطلوبًا.

## التوظيف
يؤكد قانون العمل في جورجيا على حماية المرأة . وتنص المادة 2 الفقرة 3 علاقات العمل : يحرم التمييز على أساس «العرق أو اللون أو اللغة أو الأصل أو الأصل الاجتماعي أو الجنسية أو الملكية أو الموطن أو مكان الإقامة أو العمر أو الجنس أو التوجه الجنسي أو الإعاقة أوالعضوية الدينية أو الاجتماعية أو السياسية أو أي غيرها من الجمعيات بما في ذلك النقابات العمالية ، أو الحالة الاجتماعية أو السياسية وغيرها من المعتقدات.» وتنص المادة 27 على منح إجازة أمومة. فيما تنص المادة 36 و37 عمومًا وبوضوح في الفقرة 2 من المادة 36 وفقرة 3 –ج من المادة 37 على حماية المرأة من التسريح من العمل بسبب الأمومة والولادة وفترة العناية بالطفل واعتماد إجازة لرعاية حديثي الولادة وأخرى إضافية لعناية الطفل. ويمنح قانون جورجيا بشأن المساواة بين الجنسين حماية إضافية للمرأة.

## العنف ضد النساء
سنّت جورجيا في عام 2006 قانون يسمح بالقضاء على العنف الأسري وحماية ودعم ضحايا العنف الأسري. وصدّقَت جورجيا أيضًا في عام 2007 على اتفاقية مجلس أوروبا المتعلقة بالإجراءات المتخذة لمنع الاتجار بالبشر.